# Национальные районы СССР
Национальные районы СССР — административно-территориальные единицы для национальных меньшинств в СССР.

## Национальные районы, волости и сельсоветы в СССР
Решение о создании национальных районов и сельсоветов принимается региональными властями. В 1920—1930-х годах практика создания национальных районов и сельсоветов в связи с политикой коренизации была широко распространена, данные территориальные образования официально входили в иерархию административно-территориального деления. Для получения статуса национального район должен был отвечать определённым критериям по численности жителей. Например, в Украинской ССР в 1924—1925 годах было установлено, что национальный район должен иметь не менее 10 тыс. жителей, а национальный сельсовет — не менее 500 жителей. При этом внутри национального района могли действовать инонациональные сельсоветы (например, внутри польского национального района могли существовать немецкие сельсоветы). Такая политика приводила к значительной пестроте. Например, на 1930 год в Украинской ССР было 26 национальных районов и 1121 национальный сельсовет. На территории РСФСР к 1 декабря 1933 года было 117 национальных районов (в том числе 50 украинских) и более 3 тыс. сельсоветов.
17 декабря 1937 года Политбюро ЦК ВКП(б) утвердило постановление «О ликвидации национальных районов и сельсоветов», в котором говорилось, что существование национальных районов и сельсоветов «не оправдывается национальным составом их населения», кроме того, специальная проверка выяснила, что «многие из этих районов были созданы врагами народа с вредительскими целями». Поэтому ЦК ВКП(б) признало «нецелесообразным дальнейшее существование как особых национальных районов, так и сельсоветов» и обязывало «ЦК КП(б)Украины, Дальневосточный, Алтайский, и Краснодарский крайкомы, ЦК КП(б)Казахстана, Крымский, Оренбургский, Ленинградский, Архангельский обкомы, на территории которых находятся национальные районы и сельсоветы, к 1 января 1938 г. представить в ЦК ВКП(б) предложения о ликвидации этих районов путём реорганизации в обычные районы и сельсоветы». Уже 16 февраля 1938 года Политбюро ЦК КП(б)У приняло решение о ликвидации всех национальных районов и национальных сельсоветов на территории Украинской ССР путём их реорганизации в обычные районы и сельсоветы.
Национальные районы и сельсоветы в Белорусской и Украинской ССР в 1930 году.
|             | Белорусская ССР | Украинская ССР |
| албанские   | 0               | 0+3            |
| белорусские | ...             | 0+4            |
| болгарские  | 0               | 4+45           |
| греческие   | 0               | 3+30           |
| еврейские   | 0+25            | 3+38           |
| латышские   | 0+1             | 0              |
| литовские   | 0+5             | 0              |
| молдавские  | 0               | 0+90           |
| немецкие    | 0+2             | 8+254          |
| польские    | 0+22            | 1+151          |
| русские     | 0+15            | 9+403          |
| украинские  | 0+3             | ...            |
| чешские     | 0               | 0+12           |

## Национальные районы 1920-30-х годов
Список неполный. Жирным выделены годы пребывания в статусе национального.

#### Аварские
| Название     | Центр    | Годы существования | Местонахождение |
| ------------ | -------- | ------------------ | --------------- |
| Гумбетовский | Мехельта | Упоминается в 1934 | Дагестан        |
| Гунибский    | Гуниб    | Упоминается в 1934 | Дагестан        |
| Казбековский | Дылым    | Упоминается в 1934 | Дагестан        |
| Кахибский    | Кахиб    | Упоминается в 1934 | Дагестан        |
| Тляратинский | Тлярата  | Упоминается в 1934 | Дагестан        |
| Хунзахский   | Хунзах   | Упоминается в 1934 | Дагестан        |
| Чародинский  | Чарода   | Упоминается в 1934 | Дагестан        |

#### Азербайджанские
| Название       | Центр      | Годы существования | Местонахождение |
| -------------- | ---------- | ------------------ | --------------- |
| Басаргечарский | Басаргечар | Упоминается в 1934 | Армения         |
| Вединский      | Беюк-Веди  | Упоминается в 1934 | Армения         |
| Дербентский    | Дербент    | Упоминается в 1934 | Дагестан        |

#### Алеутские
| Название  | Центр      | Годы существования    | Местонахождение |
| --------- | ---------- | --------------------- | --------------- |
| Алеутский | Никольское | 1928 — нынешнее время | Камчатский край |

#### Андийские
| Название   | Центр  | Годы существования | Местонахождение |
| ---------- | ------ | ------------------ | --------------- |
| Ботлихский | Ботлих | Упоминается в 1934 | Дагестан        |

#### Армянские
| Название      | Центр                                  | Годы существования                | Местонахождение    |
| ------------- | -------------------------------------- | --------------------------------- | ------------------ |
| Армянский     | Шаумян                                 | 1925 — конец 1930-х — 1953        | Краснодарский край |
| Ахалкалакский | Ахалкалаки                             | упоминается в 1934                | Грузия             |
| Мясниковский  | Нахичевань-на-Дону, село Крым, Чалтырь | 1926—1962, 1963 — настоящее время | Ростовская область |

#### Ахвахские
| Название  | Центр      | Годы существования | Местонахождение |
| --------- | ---------- | ------------------ | --------------- |
| Ахвахский | Штаб-Ахвах | Упоминается в 1934 | Дагестан        |

#### Башкирские
| Название      | Центр      | Годы существования                      | Местонахождение     |
| ------------- | ---------- | --------------------------------------- | ------------------- |
| Аргаяшский    | Аргаяш     | 1930—1934 — настоящее время             | Челябинская область |
| Кунашакский   | Кунашак    | 1930—1934 — настоящее время             | Челябинская область |
| Альменевский  | Альменево  | 1930—1937, 1963, 1965 — настоящее время | Курганская область  |
| Сафакулевский | Сафакулево | 1930—1937, 1963, 1965 — настоящее время | Курганская область  |

#### Белорусские
| Название    | Центр  | Годы существования | Местонахождение      |
| ----------- | ------ | ------------------ | -------------------- |
| Таборинский | Таборы | 1932—1938          | Свердловская область |

#### Болгарские
| Название                        | Центр                   | Годы существования | Местонахождение                 |
| ------------------------------- | ----------------------- | ------------------ | ------------------------------- |
| Благоевский (Больше-Буялыкский) | Благоево                | 1926—1938          | Украина, Одесская область       |
| Ботиевский (Цареводаровский)    | Ботиево (Цареводаровка) | 1926—1930          | Украина, Мелитопольский округ   |
| Коларовский                     | Коларовка               | 1926—1939          | Украина, Запорожская область    |
| Ольшанский                      | Ольшанка                | 1926—1939          | Украина, Кировоградская область |

#### Бурятские
| Название                          | Центр  | Годы существования | Местонахождение    |
| --------------------------------- | ------ | ------------------ | ------------------ |
| Хоацайский                        | Угдан  | 1927—1931          | Забайкальский край |
| Хилоко-Бурятский (Улан-Хилокский) | Бада   | 1927—1931          | Забайкальский край |
| Хилоко-Хоацайский                 | Могзон | 1931—1935          | Забайкальский край |

#### Вепсские
| Название     | Центр     | Годы существования | Местонахождение       |
| ------------ | --------- | ------------------ | --------------------- |
| Винницкий    | Винницы   | 1931—1938          | Ленинградская область |
| Шёлтозерский | Шёлтозеро | 1927—1956          | Карелия               |

#### Греческие
| Название           | Центр                            | Годы существования                          | Местонахождение    |
| ------------------ | -------------------------------- | ------------------------------------------- | ------------------ |
| Греческий          | ст. Крымская, ст. Неберджаевская | 1930—1938                                   | Краснодарский край |
| Велико-Янисольский | Великий Янисоль                  | Лишен статуса греческого района в 1938 году | Донецкая область   |
| Мангушский         | Мангуш                           |                                             | Донецкая область   |
| Сартанский         | Сартана                          |                                             | Донецкая область   |
| Старо-Каранский    |                                  | Расформирован в 1938 году                   | Донецкая область   |

#### Грузинские
| Название | Центр | Годы существования | Местонахождение |
| -------- | ----- | ------------------ | --------------- |
| Гальский | Гали  | Упоминается в 1934 | Абхазия         |

#### Даргинские
| Название         | Центр       | Годы существования | Местонахождение |
| ---------------- | ----------- | ------------------ | --------------- |
| Дахадаевский     | Уркарах     | Упоминается в 1934 | Дагестан        |
| Коркмаскалинский | Коркмаскала | Упоминается в 1934 | Дагестан        |
| Левашинский      | Леваши      | Упоминается в 1934 | Дагестан        |

#### Дидойские
| Название   | Центр  | Годы существования | Местонахождение |
| ---------- | ------ | ------------------ | --------------- |
| Цунтинский | Кидеро | Упоминается в 1934 | Дагестан        |

#### Еврейские
| Название          | Центр         | Годы существования | Местонахождение                                                      |
| ----------------- | ------------- | ------------------ | -------------------------------------------------------------------- |
| Биро-Биджанский   | Биробиджан    | 1930—1934          | Еврейская АО                                                         |
| Калининдорфский   | Калининдорф   | 1927—1941          | Херсонская область                                                   |
| Лариндорфский     | Джурчи        | 1935—1937          | Крым                                                                 |
| Новозлатопольский | Новозлатополь | 1929—1941          | Днепропетровская область (1932—1939) Запорожская область (1939—1941) |
| Сталиндорфский    | Сталиндорф    | 1931—1941          | Днепропетровская область                                             |
| Фрайдорфский      | Фрайдорф      | 1930—1937          | Крым                                                                 |

#### Казахские
| Название               | Центр       | Годы существования | Местонахождение      |
| ---------------------- | ----------- | ------------------ | -------------------- |
| Буртинский             | Беляевка    | Упоминается в 1934 | Оренбургская область |
| Домбаровский           | Домбаровка  | Упоминается в 1934 | Оренбургская область |
| Володарский            | Володарский | 1931-1938          | Астраханская область |
| Тамдынский             | Тамды-Булак | Упоминается в 1934 | Каракалпакия         |
| Верхнечирчикский район |             | 1920-е             |                      |
| Среднечирчикский район |             |                    |                      |
| Нижнечирчикский район  |             |                    |                      |
| Канимехский район      |             |                    |                      |
| Казах-каракалпакский   |             |                    |                      |

#### Кайтагские
| Название   | Центр    | Годы существования | Местонахождение |
| ---------- | -------- | ------------------ | --------------- |
| Кайтагский | Маджалис | Упоминается в 1934 | Дагестан        |

#### Калмыцкие
| Название  | Центр                     | Годы существования | Местонахождение    |
| --------- | ------------------------- | ------------------ | ------------------ |
| Калмыцкий | Зимовники, Кутейниковская | 1928—1944          | Ростовская область |

#### Каракалпакские
| Название    | Центр   | Годы существования | Местонахождение |
| ----------- | ------- | ------------------ | --------------- |
| Канимехский | Канимех | упоминается в 1934 | Узбекистан      |

#### Карельские
| Название       | Центр      | Годы существования | Местонахождение       |
| -------------- | ---------- | ------------------ | --------------------- |
| Максатихинский | Максатиха  | упоминается в 1933 | ныне Тверская область |
| Толмачевский   | Толмачи    | упоминается в 1933 | ныне Тверская область |
| Лихославльский | Лихославль | упоминается в 1933 | ныне Тверская область |
| Рамешковский   | Рамешки    | упоминается в 1933 | ныне Тверская область |

#### Киргизские
| Название       | Центр      | Годы существования | Местонахождение |
| -------------- | ---------- | ------------------ | --------------- |
| Джиргатальский | Джиргаталь | упоминается в 1934 | Таджикистан     |

#### Корейские
| Название   | Центр        | Годы существования | Местонахождение |
| ---------- | ------------ | ------------------ | --------------- |
| Посьетский | Новокиевское | 1927-1937          | Приморский край |

#### Крымскотатарские
| Название       | Центр      | Годы существования | Местонахождение |
| -------------- | ---------- | ------------------ | --------------- |
| Алуштинский    | Алушта     | 1930—1944          | Крым            |
| Балаклавский   | Балаклава  | 1930—1944          | Крым            |
| Бахчисарайский | Бахчисарай | 1930—1944          | Крым            |
| Куйбышевский   | Албат      | 1935—              | Крым            |
| Судакский      | Судак      | 1930—1944          | Крым            |
| Ялтинский      | Ялта       | 1930—1944          | Крым            |

#### Кумыкские
| Название       | Центр     | Годы существования | Местонахождение |
| -------------- | --------- | ------------------ | --------------- |
| Бабаюртовский  | Бабаюрт   | Упоминается в 1934 | Дагестан        |
| Буйнакский     | Буйнакск  | Упоминается в 1934 | Дагестан        |
| Махачкалинский | Махачкала | Упоминается в 1934 | Дагестан        |

#### Лакские
| Название | Центр      | Годы существования | Местонахождение |
| -------- | ---------- | ------------------ | --------------- |
| Лакский  | Кази-Кумух | Упоминается в 1934 | Дагестан        |

#### Лезгинские
| Название      | Центр     | Годы существования | Местонахождение |
| ------------- | --------- | ------------------ | --------------- |
| Ахтынский     | Ахты      | Упоминается в 1934 | Дагестан        |
| Касумкентский | Касумкент | Упоминается в 1934 | Дагестан        |
| Курахский     | Курах     | Упоминается в 1934 | Дагестан        |

#### Марийские
| Название     | Центр           | Годы существования | Местонахождение |
| ------------ | --------------- | ------------------ | --------------- |
| Калтасинский | Большой Кельтей | упоминается в 1934 | Башкирия        |
| Мишкинский   | Мишкино         | упоминается в 1934 | Башкирия        |

#### Мордовские
| Название    | Центр    | Годы существования | Местонахождение      |
| ----------- | -------- | ------------------ | -------------------- |
| Барановский |          | 1934—              | Саратовская область  |
| Боклинский  |          | 1934—              | Оренбургская область |
| Залесовский | Залесово | упоминается в 1934 | Алтайский край       |
| Клявлинский |          | 1934—              | Самарская область    |
| Шемышейский |          | 1934—              | Пензенская область   |

#### Нанайские
| Название  | Центр | Годы существования       | Местонахождение  |
| --------- | ----- | ------------------------ | ---------------- |
| Нанайский |       | 1934 — по нынешнее время | Хабаровский край |

#### Немецкие
| Название                            | Центр                | Годы существования | Местонахождение                                        |
| ----------------------------------- | -------------------- | ------------------ | ------------------------------------------------------ |
| Биюк-Онларский                      | Биюк-Онлар           | 1930—1938 (1962)   | Крым                                                   |
| Ванновский                          | Ванновское           | 1928—1941          | Краснодарский край                                     |
| Зельцский (Фридрих-Энгельсовский)   | Зельцы               | 1924-1939          | Одесская область                                       |
| Карл-Либкнехтовский (Ландауский)    | Ландау               | 1925-1939          | Украина                                                |
| Кичкасский                          | Кичкас               | 1934—1938          | Оренбургская область                                   |
| Люксембургский                      | Люксембург           | 1925-1939          | Украина                                                |
| Молочанский                         | Молочанск            | 1924-1939          | Запорожская область                                    |
| Немецкий                            | Гальбштадт           | 1927—1939          | Сибирский край Западно-Сибирский край (Алтайский край) |
| Пришибский                          | Пришиб               | 1924—1928          | Украина                                                |
| Пулинский                           | Пулин                | 1930—1935          | Украина                                                |
| Ротфронтовский (Вальдгеймский)      | Ротфронт (Вальдгейм) | 1935-1939          | Украина                                                |
| Спартаковский (Грос-Либентальский)  | Спартаковка          | 1926-1939          | Украина                                                |
| Тельмановский (Остгеймский)         | Тельманово           | 1934—1939          | Донецкая область                                       |
| Фриц-Геккертовский (Высокопольский) | Высокополье          | 1926-1939          | Херсонская область                                     |
| Хортицкий                           | Верхняя Хортица      | 1929-1930          | Запорожская область                                    |

#### Нивхские
| Название             | Центр               | Годы существования | Местонахождение     |
| -------------------- | ------------------- | ------------------ | ------------------- |
| Восточно-Сахалинский | Ноглики             | 1929—1939          | Сахалинская область |
| Западно-Сахалинский  | Вискво              | 1929—1934          | Сахалинская область |
| Нижне-Амурский       | Николаевск-на-Амуре |                    | Хабаровский край    |

#### Ногайские
| Название      | Центр          | Годы существования | Местонахождение |
| ------------- | -------------- | ------------------ | --------------- |
| Караногайский | Терекли-Мектеб | Упоминается в 1934 | Дагестан        |

#### Польские
| Название    | Центр     | Годы существования | Местонахождение     |
| ----------- | --------- | ------------------ | ------------------- |
| Дзержинский | Дзержинск | 1932—1938          | Белоруссия          |
| Мархлевский | Мархлевск | 1925—1935          | Житомирская область |

#### Русские
| №  | Название           | Центр                       | Годы существования                          | Местонахождение                                                                           |
| 1  | Щучинский          | Щучье                       | упоминается в 1934                          | Акмолинская область                                                                       |
| 2  | Арык-Балыкский     | Балкашино                   | упоминается в 1934                          | Акмолинская область, Казахстан                                                            |
| 3  | Бель-Агачский      | Семипалатинск               | упоминается в 1934                          | Восточно-Казахстанская область                                                            |
| 4  | Зыряновский        | Зыряновск                   | упоминается в 1934                          | Восточно-Казахстанская область                                                            |
| 5  | Катон-Карагайский  | Катон-Карагай               | упоминается в 1934                          | Восточно-Казахстанская область                                                            |
| 6  | Лбищенский         | Лбищенск                    | упоминается в 1934                          | Западно-Казахстанская область                                                             |
| 7  | Булаевский         | Булаево                     | упоминается в 1934                          | Северо-Казахстанская область                                                              |
| 8  | Ленинский          | Явленское                   | упоминается в 1934                          | Северо-Казахстанская область                                                              |
| 9  | Мамлютский         | Мамлютка                    | упоминается в 1934                          | Северо-Казахстанская область                                                              |
| 10 | Пресновский        | Пресновка                   | упоминается в 1934                          | Северо-Казахстанская область                                                              |
| 11 | Лепсинский         | Лепсинск                    | упоминается в 1934                          | Алматинская область                                                                       |
| 12 | Кизлярский         | Кизляр                      | упоминается в 1934                          | Дагестан                                                                                  |
| 13 | Ачикулакский       | Ачикулак                    | упоминается в 1934                          | Ставропольский край (в то время — Дагестанская АССР)                                      |
| 14 | Белебеевский       | Белебей                     | упоминается в 1934                          | Башкирия                                                                                  |
| 15 | Белокатайский      | Новобелокатай               | упоминается в 1934                          | Башкирия                                                                                  |
| 16 | Белорецкий         | Белорецк                    | упоминается в 1934                          | Башкирия                                                                                  |
| 17 | Бирский            | Бирск                       | упоминается в 1934                          | Башкирия                                                                                  |
| 18 | Дуванский          | Дуван                       | упоминается в 1934                          | Башкирия                                                                                  |
| 19 | Зилаирский         | Зилаир                      | упоминается в 1934                          | Башкирия                                                                                  |
| 20 | Мелеузский         | Мелеуз                      | упоминается в 1934                          | Башкирия                                                                                  |
| 21 | Уфимский           | Уфа                         | упоминается в 1934                          | Башкирия                                                                                  |
| 22 | Стерлитамакский    | Стерлитамак                 | упоминается в 1934                          | Башкирия                                                                                  |
| 23 | Мраковский         | Мраково                     | упоминается в 1934                          | Башкирия                                                                                  |
| 24 | Благовещенский     | Благовещенск                | упоминается в 1934                          | Башкирия                                                                                  |
| 25 | Фрунзенский        | Токмак                      | упоминается в 1934                          | Кыргызстан                                                                                |
| 26 | Беловодский        | Беловодское                 | упоминается в 1934                          | Кыргызстан                                                                                |
| 27 | Боградский         | Боград                      | упоминается в 1934                          | Хакасия                                                                                   |
| 28 | Бугульминский      | Бугульма                    | упоминается в 1934                          | Татарстан                                                                                 |
| 29 | Акташский          | Русский Акташ               | упоминается в 1934                          | Татарстан                                                                                 |
| 30 | Алексеевский       | Алексеевское                | упоминается в 1934                          | Татарстан                                                                                 |
| 31 | Елабужский         | Елабуга                     | упоминается в 1934                          | Татарстан                                                                                 |
| 32 | Казанский          | Казань                      | упоминается в 1934                          | Татарстан                                                                                 |
| 33 | Лаишевский         | Лаишево                     | упоминается в 1934                          | Татарстан                                                                                 |
| 34 | Пестречинский      | Пестрецы                    | упоминается в 1934                          | Татарстан                                                                                 |
| 35 | Спасский           | Спасск-Татарский            | упоминается в 1934                          | Татарстан                                                                                 |
| 36 | Шереметьевский     | Шереметьевка                | упоминается в 1934                          | Татарстан                                                                                 |
| 37 | Тетюшский          | Тетюши                      | упоминается в 1934                          | Татарстан                                                                                 |
| 38 | Новошешминский     | Новошешминск                | упоминается в 1934                          | Татарстан                                                                                 |
| 39 | Верхнеуслонский    | Верхний Услон               | упоминается в 1934                          | Татарстан                                                                                 |
| 40 | Кемский            | Кемь                        | упоминается в 1934                          | Карелия                                                                                   |
| 41 | Медвежьегорский    | Медвежьегорск               | упоминается в 1934                          | Карелия                                                                                   |
| 42 | Сорокинский        | Сорока                      | создан в 1927 году.                         | Карелия                                                                                   |
| 43 | Пудожский          | Пудож                       | упоминается в 1934                          | Карелия                                                                                   |
| 44 | Кондопожский       | Кондопога                   | упоминается в 1934                          | Карелия                                                                                   |
| 45 | Заонежский         | Шуньга                      | упоминается в 1934                          | Карелия                                                                                   |
| 46 | Алексеевский       | Алексеевка                  | 1927 — 1947.                                | Харьковский округ, затем Харьковская область                                              |
| 47 | Больше-Писаревский | Большая (Великая) Писаревка | создан в 1930 году.                         | Сумской округ, затем Харьковский округ, затем Харьковская область, с 1939 Сумская область |
| 48 | Верхне-Тепловский  | Верхне-Тёплое               |                                             | Донецкая область                                                                          |
| 49 | Петровский         | Петровка                    | создан в 1927 году.                         | Луганский округ                                                                           |
| 50 | Путивльский        | Путивль                     | создан в 1927 году.                         | Сумская область                                                                           |
| 51 | Сорокинский        | Сорокино                    |                                             | Донецкая область                                                                          |
| 52 | Станично-Луганский |                             | создан в 1927 году.                         | Луганский округ                                                                           |
| 53 | Терпенянский       |                             | создан в 1927 году.                         | Запорожская область                                                                       |
| 54 | Чугуевский         | Чугуев                      | создан 1927 году; существовал до 1947(?)    | Харьковский округ, затем Харьковская область                                              |
| 55 | Староверовский     |                             | создан в 1927 году, ликвидирован в 1932-33. | Харьковский округ                                                                         |
| 56 | Каменский          | Каменка-Днепровская         | создан в 1927 году.                         | Запорожская область                                                                       |
| 57 | Кандалакшский      | Кандалакша                  | упоминается в 1934                          | Мурманская область                                                                        |
| 58 | Красногвардейский  |                             |                                             | Адыгейская автономная область                                                             |
| 59 | Алданский          | Незаметный                  | упоминается в 1934                          | Якутия                                                                                    |
| 60 | Ленский            | Мухтуя                      | упоминается в 1934                          | Якутия                                                                                    |
| 61 | Пригородный        | Якутск                      | упоминается в 1934                          | Якутия                                                                                    |
| 62 | Нижнеколымский     | Нижнеколымск                | упоминается в 1934                          | Якутия                                                                                    |
| 63 | Кабанский          | Кабанск                     | упоминается в 1934                          | Бурятия                                                                                   |
| 64 | Кяхтинский         | Кяхта                       | упоминается в 1934                          | Бурятия                                                                                   |
| 65 | Мухоршибирский     | Мухоршибирь                 | упоминается в 1934                          | Бурятия                                                                                   |
| 66 | Алатырский         | Алатырь                     | упоминается в 1934                          | Чувашия                                                                                   |
| 67 | Порецкий           | Порецкое                    | упоминается в 1934                          | Чувашия                                                                                   |
| 68 | Золотовский        | Золотое                     | упоминается в 1934                          | Саратовская область (в то время — АССР немцев Поволжья)                                   |
| 69 | Фёдоровский        | Фёдоровка                   | упоминается в 1934                          | Саратовская область (в то время — АССР немцев Поволжья)                                   |
| 70 | Старо-Полтавский   | Иловатка                    | упоминается в 1934                          | Волгоградская область (в то время — АССР немцев Поволжья)                                 |
| 71 | Ойрот-Туринский    | Ойрот-Тура                  | упоминается в 1934                          | Алтай                                                                                     |
| 72 | Турочакский        | Турочак                     | упоминается в 1934                          | Алтай                                                                                     |
| 73 | Шебалинский        | Шебалино                    | упоминается в 1934                          | Алтай                                                                                     |
| 74 | Чойский            | Чоя                         | упоминается в 1934                          | Алтай                                                                                     |
| 75 | Усть-Коксинский    | Усть-Кокса                  | упоминается в 1934                          | Алтай                                                                                     |
| 76 | Шелковской         | Шелковская                  | упоминается в 1934                          | Чечня                                                                                     |

#### Рутульские
| Название   | Центр | Годы существования | Местонахождение |
| ---------- | ----- | ------------------ | --------------- |
| Рутульский | Рутул | Упоминается в 1934 | Дагестан        |

#### Саамские
| Название                      | Центр           | Годы существования | Местонахождение    |
| ----------------------------- | --------------- | ------------------ | ------------------ |
| Понойский (с 1935 — Саамский) | Поной, Йоканьга |                    | Мурманская область |

#### Табасаранские
| Название      | Центр      | Годы существования | Местонахождение |
| ------------- | ---------- | ------------------ | --------------- |
| Табасаранский | Бурганкент | Упоминается в 1934 | Дагестан        |

#### Татарские
| Название                           | Центр                   | Годы существования        | Местонахождение                         |
| ---------------------------------- | ----------------------- | ------------------------- | --------------------------------------- |
| Аургазинский                       | Толбазы                 | упоминается в 1934        | Башкирия                                |
| Байтугановский                     | Камышла                 | упоминается в 1934        | Самарская область                       |
| Бакалинский                        | Бакалы                  | упоминается в 1934        | Башкирия                                |
| Балтачевский                       | Старобалтачево          | упоминается в 1934        | Башкирия                                |
| Буздякский                         | Буздяк                  | упоминается в 1934        | Башкирия                                |
| Кармаскалинский                    | Кармаскалы              | упоминается в 1934        | Башкирия                                |
| Киргиз-Миякинский                  | Киргиз-Мияки            | упоминается в 1934        | Башкирия                                |
| Кзыл-Октябрьский                   | Кочко-Пожарки, Уразовка | 1930—1962                 | Нижегородская область                   |
| Лямбирский                         | Лямбирь                 | 1933—                     | Мордовия                                |
| Татарский, позднее — Параньгинский | Параньга                | 1931—                     | Марий Эл                                |
| Старокулаткинский                  | Старая Кулатка          | упоминается в 1934        | Ульяновская область                     |
| Стерлибашевский                    | Стерлибашево            | упоминается в 1934        | Башкирия                                |
| Топорнинский                       | Топорнино               | упоминается в 1934        | Башкирия                                |
| Туймазинский                       | Туймазы                 | упоминается в 1934        | Башкирия                                |
| Усть-Ишимский                      | Усть-Ишим               | Упоминается в 1930-х      | Западно-Сибирский край (Омская область) |
| Учалинский                         | Учалы                   | упоминается в 1934        | Башкирия                                |
| Чекмагушевский                     | Чекмагуши               | упоминается в 1934        | Башкирия                                |
| Чишминский                         | Чишмы                   | упоминается в 1934        | Башкирия                                |
| Шихирдановский                     | Шыгырдан                | упоминается в 1930 и 1934 | Чувашия                                 |

#### Теленгитские
| Название   | Центр       | Годы существования | Местонахождение |
| ---------- | ----------- | ------------------ | --------------- |
| Улаганский | Усть-Улаган | Упоминается в 1934 | Алтай           |

#### Тиндальские
| Название    | Центр  | Годы существования | Местонахождение |
| ----------- | ------ | ------------------ | --------------- |
| Цумадинский | Цумада | Упоминается в 1934 | Дагестан        |

#### Тофаларские
| Название    | Центр    | Годы существования | Местонахождение   |
| ----------- | -------- | ------------------ | ----------------- |
| Тофаларский | Алыгджер | 1939—1950          | Иркутская область |

#### Туркменские
| Название      | Центр         | Годы существования       | Местонахождение     |
| ------------- | ------------- | ------------------------ | ------------------- |
| Джиликульский | Джиликуль     | упоминается в 1934       | Таджикистан         |
| Туркменский   | Летняя Ставка | 1925 — по нынешнее время | Ставропольский край |

#### Уйгурский
| Название  | Центр  | Годы существования       | Местонахождение     |
| --------- | ------ | ------------------------ | ------------------- |
| Уйгурский | Чунджа | 1934 — по нынешнее время | Алматинская область |
| Чиликский | Чилик  | Упоминается в 1934       | Алматинская область |

#### Украинские
| №  | Название                              | Центр                        | Годы существования   | Местонахождение                                |
| 1  | Ново-Калитвенский                     | Новая Калитва                | Упоминается в 1934   | Воронежская область                            |
| 2  | Ольховатский                          | Ольховатка                   | Упоминается в 1934   | Воронежская область                            |
| 3  | Острогожский                          | Острогожск                   | Упоминается в 1934   | Воронежская область                            |
| 4  | Петропавловский                       | Петропавловка                | Упоминается в 1934   | Воронежская область                            |
| 5  | Россошанский                          | Россошь                      | Упоминается в 1934   | Воронежская область                            |
| 6  | Ровеньский                            | Ровеньки                     | Упоминается в 1934   | Воронежская область                            |
| 7  | Подгоренский                          | Подгорное                    | Упоминается в 1934   | Воронежская область                            |
| 8  | Павловский                            | Павловск                     | Упоминается в 1934   | Воронежская область                            |
| 9  | Михайловский                          | Митрофановка                 | Упоминается в 1934   | Воронежская область                            |
| 10 | Калачеевский                          | Калач                        | Упоминается в 1934   | Воронежская область                            |
| 11 | Кантемировский                        | Кантемировка                 | Упоминается в 1934   | Воронежская область                            |
| 12 | Воробьёвский                          | Воробьёвка                   | Упоминается в 1934   | Воронежская область                            |
| 13 | Богучарский                           | Богучар                      | Упоминается в 1934   | Воронежская область                            |
| 14 | Алексеевский                          | Алексеевка                   | Упоминается в 1934   | Белгородская область                           |
| 15 | Борисовский                           | Борисовка                    | Упоминается в 1934   | Белгородская область                           |
| 16 | Вейделевский                          | Вейделевка                   | Упоминается в 1934   | Белгородская область                           |
| 17 | Волоконовский                         | Волоконовка                  | Упоминается в 1934   | Белгородская область                           |
| 18 | Грайворонский                         | Грайворон                    | Упоминается в 1934   | Белгородская область                           |
| 19 | Великомихайловский                    | Великомихайловка             | Упоминается в 1934   | Белгородская область                           |
| 20 | Чернянский                            | Чернянка                     | Упоминается в 1934   | Белгородская область                           |
| 21 | Никитовский                           | Никитовка                    | Упоминается в 1934   | Белгородская область                           |
| 22 | Глушковский                           | Глушково                     | Упоминается в 1934   | Курская область                                |
| 23 | Ишуньский (1937 г. Красноперекопский) | Ишунь, затем Красноперекопск | 1930—?               | Крым                                           |
| 24 | Даниловский                           | Даниловка                    | Упоминается в 1934   | Волгоградская область                          |
| 25 | Николаевский                          | Николаевск                   | Упоминается в 1934   | Волгоградская область                          |
| 26 | Владимирский                          | Владимировка                 | Упоминается в 1934   | Астраханская область                           |
| 27 | Самойловский                          | Самойловка                   | Упоминается в 1934   | Саратовская область                            |
| 28 | Шербакульский                         | Шербакуль                    | Упоминается в 1934   | Омская область                                 |
| 29 | Павлоградский                         | Павлоградка                  | Упоминается в 1930-х | Западно-Сибирский край (Омская область)        |
| 30 | Полтавский                            | Полтавка                     | Упоминается в 1930-х | Западно-Сибирский край (Омская область)        |
| 31 | Карасукский                           | Карасук                      | Упоминается в 1930-х | Западно-Сибирский край (Новосибирская область) |
| 32 | Знаменский                            | Знаменка                     | Упоминается в 1930-х | Западно-Сибирский край (Алтайский край)        |
| 33 | Родинский                             | Родино                       | Упоминается в 1930-х | Западно-Сибирский край (Алтайский край)        |
| 34 | Хабарский                             | Хабары                       | Упоминается в 1934   | Алтайский край                                 |
| 35 | Завитинский                           | Завитая                      | Упоминается в 1934   | Амурская область                               |
| 36 | Черниговский                          | Черниговка                   | Упоминается в 1934   | Приморский край                                |
| 37 | Ханкайский                            | Камень-Рыболов               | Упоминается в 1934   | Приморский край                                |
| 38 | Спасский                              | Спасск-Дальний               | Упоминается в 1934   | Приморский край                                |
| 39 | Сталинский                            | Алексеевка                   | Упоминается в 1934   | Акмолинская область                            |
| 40 | Атбасарский                           | Атбасар                      | Упоминается в 1934   | Акмолинская область                            |

#### Узбекские
| Название         | Центр       | Годы существования | Местонахождение                                   |
| ---------------- | ----------- | ------------------ | ------------------------------------------------- |
| Бауманабадкский  | Бауманабад  | упоминается в 1934 | Таджикистан                                       |
| Бостанлыкский    | Ходжикент   | упоминается в 1934 | Ташкентская область (в то время — Казакская АССР) |
| Кипчакский       | Кипчак      | упоминается в 1934 | Каракалпакия                                      |
| Курган-Тюбинский | Курган-Тюбе | упоминается в 1934 | Таджикистан                                       |
| Науский          | Нау         | упоминается в 1934 | Таджикистан                                       |
| Пархарский       | Пархар      | упоминается в 1934 | Таджикистан                                       |
| Сайрамский       | Манкент     | упоминается в 1934 | Южно-Казахстанская область                        |
| Турткульский     | Турткуль    | упоминается в 1934 | Каракалпакия                                      |
| Ходжейлийский    | Ходжейли    | упоминается в 1934 | Каракалпакия                                      |
| Шаартузский      | Шаартуз     | упоминается в 1934 | Таджикистан                                       |
| Шабазский        | Шейх-Абаз   | упоминается в 1934 | Каракалпакия                                      |

#### Ульчские
| Название | Центр | Годы существования       | Местонахождение  |
| -------- | ----- | ------------------------ | ---------------- |
| Ульчский |       | 1933 — по нынешнее время | Хабаровский край |

#### Финские
| Название                           | Центр                   | Годы существования | Местонахождение       |
| ---------------------------------- | ----------------------- | ------------------ | --------------------- |
| Александровский (позже — Полярный) | Александровское         | 1930—              | Мурманская область    |
| Кестеньгский                       | Кестеньга               | упоминается в 1934 | Карелия               |
| Куйвозовский (позже — Токсовский)  | Куйвози, с 1930 Токсово | до 1939            | Ленинградская область |
| Ругозерский                        | Ругозеро                | упоминается в 1934 | Карелия               |
| Ухтинский                          | Ухта                    | упоминается в 1934 | Карелия               |

#### Хакасские
| Название       | Центр           | Годы существования | Местонахождение                            |
| -------------- | --------------- | ------------------ | ------------------------------------------ |
| Абаканский     | Краснотуранск   | 1930-е             | Западно-Сибирский край (Красноярский край) |
| Хакасский уезд | Усть-Абаканское | 1923—1925          | Хакасия                                    |

#### Хантыйские
| Название   | Центр  | Годы существования | Местонахождение     |
| ---------- | ------ | ------------------ | ------------------- |
| Лариакский | Ларьяк | 1930—              | Ханты-Мансийский АО |

#### Чеченские
| Название       | Центр    | Годы существования | Местонахождение |
| -------------- | -------- | ------------------ | --------------- |
| Хасавюртовский | Хасавюрт | Упоминается в 1934 | Дагестан        |

#### Чувашские
| Название                    | Центр         | Годы существования        | Местонахождение     |
| --------------------------- | ------------- | ------------------------- | ------------------- |
| Аксубаевский                | Аксубаево     | Упоминается в 1934        | Татарстан           |
| Бижбулякский                | Бижбуляк      | Упоминается в 1934        | Башкирия            |
| Богдашкинский               | Богдашкино    | Упоминается в 1934        | Ульяновская область |
| Сосновский (Похвистневский) | Похвистнево   | Упоминается в 1930 и 1934 | Самарская область   |
| Челно-Вершинский            | Челно-Вершины | Упоминается в 1934        | Самарская область   |

#### Шапсугские
| Название   | Центр                       | Годы существования | Местонахождение    |
| ---------- | --------------------------- | ------------------ | ------------------ |
| Шапсугский | Туапсе, Калеж, Совет-Квадже | 1924—1945          | Краснодарский край |

#### Шорские
| Название      | Центр            | Годы существования | Местонахождение     |
| ------------- | ---------------- | ------------------ | ------------------- |
| Горно-Шорский | Мыски, Кузедеево | 1926—1939          | Кемеровская область |

#### Эвенкийские
| Название        | Центр             | Годы существования | Местонахождение   |
| --------------- | ----------------- | ------------------ | ----------------- |
| Аллаиховский    |                   | 1931—              | Якутия            |
| Буреинский      | Чекунда           | Упоминается в 1934 | Амурская область  |
| Джелтулакский   | Джелтулак         | 1930—              | Амурская область  |
| Зейско-Учурский |                   | 1930—              | Амурская область  |
| Катангский      | Ербогачен         | 1930—              | Иркутская область |
| Момский         |                   | 1931—              | Якутия            |
| Оймянконский    | Оймякон           | 1931—              | Якутия            |
| Саркырырский    | на реке Джандабал | 1931—              | Якутия            |
| Токкинский      | Копро             | 1937—              | Якутия            |
| Томпонский      |                   | 1931—              | Якутия            |
| Усть-Майский    |                   | 1931—              | Якутия            |
| Учурский        |                   | 1931—              | Якутия            |
| Усть-Янский     | Казачье           | 1931—              | Якутия            |

#### Эвенские
| Название                 | Центр           | Годы существования | Местонахождение |
| ------------------------ | --------------- | ------------------ | --------------- |
| Анабарский               | Уджа            | 1930—              | Якутия          |
| Булунский                | Булун           | 1930—              | Якутия          |
| Быстринский              | Анавгай         | 1932—              | Камчатский край |
| Вилюйско-Мархинский      | устье реки Чока | 1930—              | Якутия          |
| Жиганский                | Жиганск         | 1930—              | Якутия          |
| Тукуланский (Томмотский) | Томмот          | 1930—              | Якутия          |

#### Эстонские
| Название   | Центр   | Годы существования | Местонахождение   |
| ---------- | ------- | ------------------ | ----------------- |
| Опаринский | Опарино | упоминается в 1934 | Кировская область |

#### Смешанные
| Название                                                | Центр                 | Годы существования | Местонахождение      |
| ------------------------------------------------------- | --------------------- | ------------------ | -------------------- |
| Богдановский (армяне, русские)                          | Богдановка            | упоминается в 1934 | Грузия               |
| Ловозерский (коми, саамы, ненцы)                        | Ловозеро              |                    | Мурманская область   |
| Люксембургский (азербайджанцы, армяне, немцы)           | Люксембург-Грузинский | упоминается в 1934 | Грузия               |
| Наримановский (татарско-ногайский)                      | Нариманов             | 1931—              | Астраханская область |
| Нижнеколымский (юкагирско-эвенско-чукотский)            | Нижнеколымск          | 1931—              | Якутия               |
| Тымский туземный (хантыйский) (ханты, эвенки, селькупы) | Напас                 | 1932—1946          | Томская область      |

## Кочевые и оседлые районы Казахской АССР 1928—1930 годов
Правильное разрешение национального вопроса при районировании Казакстана определялось принципом, что трудящимся всех национальностей должна быть обеспечена возможность хозяйственного и культурного развития (с первоочередным подтягиванием наиболее отсталых групп). С этой целью Правительством Республики была дана и Госпланом КССР в методике районирования неуклонно проводилась директива о выделении национально-однородных административно-хозяйственных единиц, не останавливаясь перед административной чересполосицей…
Таким образом, почти все районы в 1928—1930 годах были национальными. Повсеместная «административная чересполосица» выражалась в том, что вся территория КАССР была разделена на казахские (на картах назывались «кочевые») районы, а анклавы внутри них с русским и украинским населением (в основном бывшие переселенческие участки) объединялись в отдельные оседлые районы (что наследовало ранее существовавшим кочевым и оседлым волостям; в отдельных случаях создавались «смешанные» районы).
В противовес указанной терминологии, 30 августа 1928 года Совет народных комиссаров КАССР принял постановление «Об установлении кочевых, полукочевых и оседлых районов», классифицировавшее по трём группам только казахские и смешанные районы, уже существовавшие. Данное разделение, принятое во исполнение постановления КЦИК и СНК от 27 августа 1928 г. о конфискации и выселении байских хозяйств, должно было принимать во внимание «организационные формы сельского хозяйства (…), окружающими естественно-историческими, культурно-бытовыми и экономическими признаками».
На основании постановления ВЦИК от 23 июля 1930 года, при упразднении округов, районы были укрупнены (почти в два раза), и более не имели кочевого либо оседлого характера, а многие — и национального.

## Национальные кантоны
Список неполный

#### Башкирские
| Название          | Центр       | Годы существования | Местонахождение                                             |
| ----------------- | ----------- | ------------------ | ----------------------------------------------------------- |
| Аргаяшский кантон | Аргаяш      | 1918—1930          | Челябинская область (в то время — эксклав Башкирской АССР)  |
| Яланский кантон   | Танрыкулово | 1919—1922          | Курганская область (в то время — эксклав Башкирской АССР)   |
| Ток-Чуранский     | Гумерова    | 1917—1923          | Оренбургская область (в то время — эксклав Башкирской АССР) |

#### Татарские
| Название                      | Центр    | Годы существования | Местонахождение |
| ----------------------------- | -------- | ------------------ | --------------- |
| Татарский национальный кантон | Параньга | 1918—1930          | Марий Эл        |